# Heterotrichea
Classe
Les Heterotrichea sont une classe de chromistes de l'embranchement des Ciliophora (protozoaires ciliés). Parmi ses membres elle compte, par exemple, le genre Stentor.

## Taxonomie
Le nom valide de ce taxon est Heterotrichea Stein, 1859.

## Liste des ordres
Selon GBIF (17 janvier 2023) et le Catalogue of Life (17 janvier 2023) :
- Armophorida Jankowksi, 1964
- Heterotrichida Stein, 1859
- Plagiotomida Albaret, 1974

Selon BioLib (17 janvier 2023) et le NCBI (17 janvier 2023) :
- Heterotrichida Stein, 1859
- Licnophorida Corliss, 1957

Selon le World Register of Marine Species (17 janvier 2023) :
- Heterotrichida Stein, 1859